# X-TOF
X-TOF is een Belgische dj en producer.

## Dj
X-TOF startte zijn professionele dj-carrière in 2006 en draaide ondertussen reeds op verschillende festivals als Tomorrowland (festival), Summerfestival, Dance D-Vision, Land of Love, Fantasia Festival, Dreambeats, Highlight Festival, Beachland, Ostend Beach, Daydream Festival, Hype-O-Dream... en talloze fuiven en galabals. Hij speelde ook in clubs als Carré, Sotto's, Diedjies, Place 2 Party, Boccaccio, Red & Blue, Noxx en vele andere. Van 2008 tot 2012 was hij resident in Club Maxxies in Machelen-Deinze. In 2015 werd hij resident in Club Kokorico in Zomergem. 

## Producer
In 2009 startte X-TOF zijn muzikale carrière. Enkele hoogtepunten waren: "Cactus Rhythm", met daarin een sample van de gelijkname retro track van Plexus, "Move Your Body" met Jessy, bekend van onder andere hits met The Mackenzie, "The Sound of C", een officiële remix naar aanleiding van 25 jaar The Confetti's en in samenwerking met de originele producer Serge Ramaekers. Hij maakte een remix voor Regi Penxten van zijn hit "When it comes to love".
Recente releases zijn verschenen op Smash The House, het label van Dimitri Vegas & Like Mike en Bonzai records:
- 2017: Cactus (met Wolfpack en Futuristic Polar Bears) [Smash The House]
- 2019: Bomba Latina (met Sidney Samson) [Smash The House]
- 2019: Arabian Bounce (met Wolfpack en Fatman Scoop) [Smash The House]
- 2019: Carnival (met Timmy Trumpet, Wolfpack en Mattn) (Dimitri Vegas & Like Mike edit) [Smash The House]
- 2023: The Wave (met Bassjackers) [Smash The House]
- 2024: Fresh Beats (met Jan Vervloet) [Bonzai records]

## Discography
Singles met hitnoteringen in de Vlaamse Ultratop.
| Single                       | Jaar | Hitlijst       | Hoogste positie | Aantal weken |
| ---------------------------- | ---- | -------------- | --------------- | ------------ |
| Cactus Rhythm                | 2010 | Ultratip       | 36              | 5            |
| Move your body               | 2011 | Ultratop Dance | 30              | 5            |
| The Sound of C (X-TOF remix) | 2014 | Ultratop Dance | 15              | 8            |
| Ready for the Drop           | 2014 | Ultratop Dance | 21              | 11           |
| Jump                         | 2014 | Ultratop Dance | 44              | 4            |
| Arena                        | 2015 | Ultratop Dance | 39              | 4            |
| Rocket                       | 2015 | Ultratop Dance | 40              | 1            |
| Fire                         | 2015 | Ultratop Dance | 36              | 6            |
| Love Again                   | 2017 | Ultratop Dance | 20              | 12           |
| Make it Bounce               | 2018 | Ultratop Dance | 20              | 10           |